# ニンテンドーコア
ニンテンドーコア（英: Nintendocore）とは、チップチューンとゲームミュージックをハードコア・パンク、ヘヴィメタルなどと融合させた音楽、と広義に定義されるもの。Horse the Band、An Albatross、The NESkimos、Minibossesといったバンドによって始められた。Nintendo rock、ナードコア（nerdcore）、video game rockとも呼ばれる。

## 特徴
ニンテンドーコアはシンセサイザー、チップチューン、8bitサウンド、エレクトリック・ビートのインストゥルメンタルにエレクトリック・ギターとドラムをかぶせるのが特徴。ハードコア・パンクやヘヴィメタルといった様々な音楽スタイルを起源に持つが、それに加えて、代表的なニンテンドーコア・バンドはポスト・ハードコア、メタルコア、エレクトロ、ノイズロック、ポストロック、スクリーモなどの影響を受けていた。したがって、スタイル的には一様でなく、たとえばHorse the Bandはメタルコア、ヘヴィメタル、スラッシュメタル、ポスト・ハードコア、ポストロックのパッセージを結合させている。彼らの3枚目のアルバム『The Mechanical Hand』に収録されている『The Black Hole』という曲は、絶叫ボーカル、ニンテンドーゲーム（ゲーム機「Nintendo Entertainment System」用ゲーム）の音楽のヘヴィなリフ、多数のゲームの効果音をフィーチャーしていて、ニンテンドーコアの手本ともいえる。一方で、Math the Bandはエレクトロやダンス・パンクのスタイルを、Minibossesはカイアスからインスパイアされたヘヴィメタルのリフを、アドバンテージはノイズロックとポストロックを、The Depreciation Guildは8bitサウンド、ゲームミュージックとシューゲイザーの要素を合体させている。
The Depreciation GuildやThe Megasのように歌をフィーチャーするバンドもある。前者は美声でうたい、後者は歌詞にゲームのストーリーを反映させている。他方、絶叫ヴォーカルを加えたHorse the BandやMath the Band、インストゥルメンタルを貫くMinibossesやアドバンテージもいる。すべてのニンテンドーコア・バンドに共通しているのは「ニンテンドーゲームのサウンドを模倣するために楽器を使用する」ことである。

## 歴史
ロックバンドがゲームミュージックをカバーとした初期の例としては、1991年にアメリカのインディーズ・バンドAutoclaveがアルバム『Autoclave』で『ペーパーボーイ』を、Mr. Bungleがアルバム『Mr. Bungle』で『スーパーマリオブラザーズ』をそれぞれカバーしている。
ニンテンドーコアという言葉はHorse the Bandが造った新語で、元々はジョークとして使い始めた。
もうひとつ、ニンテンドーコアの先駆者として挙げられるのはアドバンテージで、『ニューヨーク・タイムズ』誌は、メインストリームにゲームミュージックを持ち込んだグループの一つと賞賛している。

## 代表的グループ
- アドバンテージ[2][11]
- An Albatross（英語版）[12]
- クリスタル・キャッスルズ[13]
- The Depreciation Guild（英語版）
- Hella（英語版）[11][14]
- Horse the Band（英語版）[6][10]
- Karate High School（英語版）[15]
- Math the Band（英語版）[3]
- The Megas（英語版）
- Minibosses（英語版）
- The NESkimos（英語版）
- The Octopus Project（英語版）[16]
- Rolo Tomassi（英語版）[17]
- Sky Eats Airplane（英語版）[18]